# Yuen Long Kau Hui
Yuen Long Kau Hui (kinesiska: 元朗舊墟) är en distriktshuvudort i Hongkong (Kina).   Den ligger i distriktet Yuen Long, i den nordvästra delen av Hongkong. Yuen Long Kau Hui ligger 4 meter över havet och antalet invånare är 141 900.
Terrängen runt Yuen Long Kau Hui är kuperad söderut, men norrut är den platt. Havet är nära Yuen Long Kau Hui åt nordväst. Runt Yuen Long Kau Hui är det mycket tätbefolkat, med 7 758 invånare per kvadratkilometer. I omgivningarna runt Yuen Long Kau Hui växer i huvudsak städsegrön lövskog.